# Police antiémeute
La police antiémeute est un type de police civile ou militaire dont la mission est le maintien de l'ordre, en particulier le contrôle et la régulation des foules lors de manifestations, de révoltes ou d'émeutes.

## Principe
La police antiémeute est souvent présente lors de manifestations importantes, elle garantit la sécurité des biens publics (musées, institutions, mairies, etc.), des bâtiments commerciaux, etc.
Les policiers antiémeute dispose de matériel spécialement adapté.

## Police antiémeute par pays
(juin 2024).

### Albanie
La police antiémeute albanaise est appelée la Forcat e Ndërhyrjes së Shpejtë (sq).

### Algérie
L'Algérie possède deux unités de police antiémeutes, il y a les unités républicaines de sécurité pour la police algérienne, et les groupements d'intervention de la gendarmerie algérienne.

### Allemagne

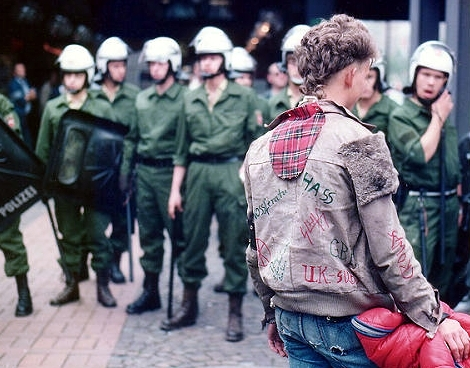
Un punk ouest-allemand fait face à une ligne de police antiémeute lors d'une manifestation de 1984.

La Bereitschaftspolizei dépend à la fois de la police fédérale et de la police d'état.

### Argentine
La police antiémeute argentine est la Policía Federal Argentina (es).

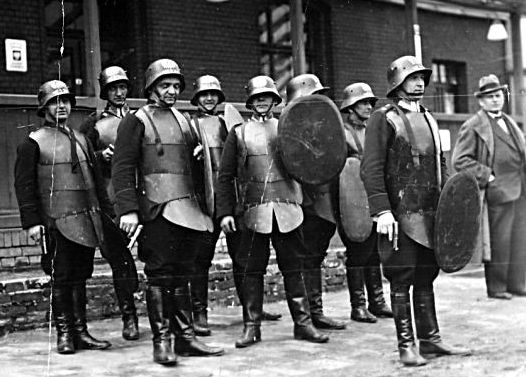
Police polonaise dans les années 1930.

### Australie
Il existe plusieurs forces différentes selon des états. En Nouvelle-Galles du Sud, c'est Public Order and Riot Squad (en) qui a le statut de police antiémeute. À Victoria, c'est le rôle de la Victoria Police Public Order Response Team (en).

### Belgique
La police antiémeute est de l'autorité de la Police fédérale et de la Police locale.

### Canada
Le Canada dispose de plusieurs forces de police destinées à réagir en cas de manifestation :
- le Groupe tactique d'intervention (GRC) ;
- la Gendarmerie royale du Canada[7].

### France
En France, ce sont les fonctionnaires des compagnies républicaines de sécurité (CRS) et les militaires de la gendarmerie mobile qui assurent cette mission.

### Iran
L'Iran dispose d'une unité entièrement composée de femmes.

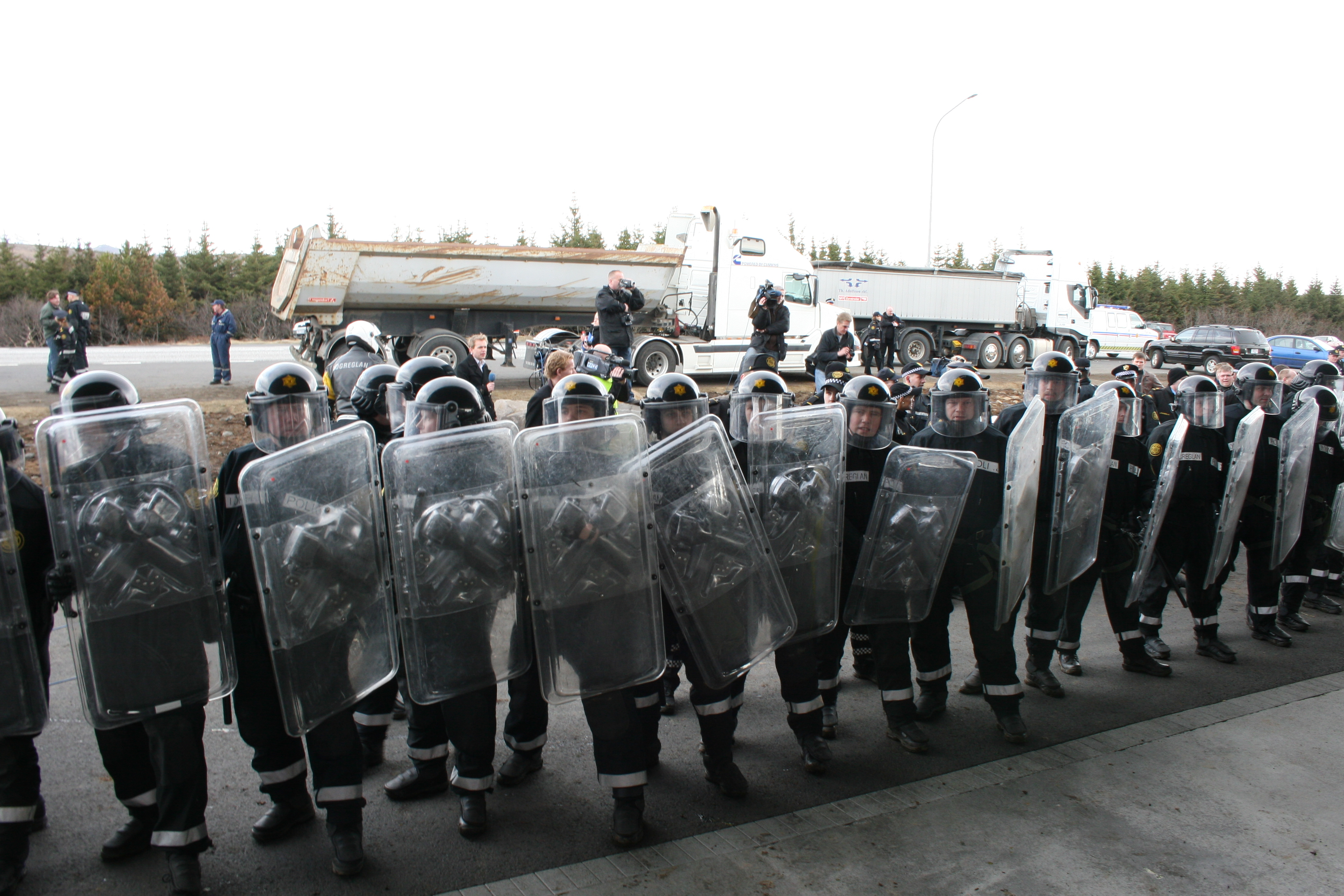
Rang de la police nationale islandaise en équipement complet lors d'une protestation de chauffeurs de poids-lourd en 2008.

### Irlande
En Irlande, ce sont les agents de la Garda Public Order Unit (en) qui assure cette mission.

### Japon
Le Japon ne dispose de force de police antiémeute en tant que tel. Elle dispose d'une force appelée Kidō-tai (ja), qui remplit le rôle de police antiémeute, mais aussi de force de pompier et de secouriste.

### Viet Nam
Le Viet Nam dispose de la Bộ Tư lệnh Cảnh sát Cơ động (vi).